# Takydromus amurensis
Takydromus amurensis – gatunek jaszczurki z rodziny jaszczurkowatych (Lacertidae). Jest to gatunek najmniejszej troski.

## Występowanie
Zamieszkuje tereny Korei Północnej i Południowej, Japonii, północno-wschodnich Chin oraz wschodniej Rosji (Kraj Nadmorski i Kraj Chabarowski). Występuje na wysokości od 200 do 1000 m n.p.m. na terenach kamienistych.